# 麥錢特維爾 (新澤西州)
麥錢特維爾（英語：Merchantville）是位於美國新澤西州康登縣的自治市鎮。

## 人口
根據2020年美國人口普查的數據，麥錢特維爾的面積為1.54平方千米，皆為陸地。當地共有人口3820人，而人口密度為每平方千米2,481人。